# Hans Pfaff
Johannes Georg „Hans“ Pfaff (* 29. Juni 1896 in Zürich; † 23. Oktober 1971 in Stäfa) war ein Schweizer Pfarrer und Autor.

## Herkunft und Familie
Hans Pfaff kam am 29. Juni 1896 als Mittleres von drei Kindern des Fotografen Georg Friedrich Pfaff und der Emma geborene Eschmann in Zürich auf die Welt. 1902 zog die Familie nach Küsnacht, wo der Vater ein Geschäft eröffnete. Er war ab 1947 Bürger von Stäfa. 1921 heiratete Pfaff Emma Anna Stähli (1899–1981). Aus der Ehe gingen die vier Töchter Eva, Regula, Johanna und Friederike hervor.

## Pfarrer
Pfaff studierte Theologie an der Universität Zürich und war während des Zweiten Weltkriegs Feldprediger in der Schweizer Armee. Dadurch begleitete er auch zwei auf Grund von Landesverrat zum Tode Verurteilte auf ihrem letzten Weg. Dieses Ereignis beschrieb er später als sehr prägend. Als Pfarrer war er zuerst in Merishausen-Bargen, dann in Russikon und ab 1935 bis zu seiner Pensionierung 1961 in Stäfa tätig. Nach seiner Pensionierung übernahm er weiterhin Stellvertretungen in verschiedenen Pfarreien der Region.

## Autor
Hans Pfaff war Autor mehrere Gedicht- und Geschichtenbüchlein, die zum Teil in Schweizerdeutsch erschienen. Viele Geschichten erzählen auch von realen Ereignissen und/oder sind Niederschriften verschiedener regionaler Erzählungen.

## Werke
- Kinderland. Gedichte, K. Ernst, Neftenbach 1929;
- Glaubensland. Gedichte, K. Ernst, Neftenbach 1929;
- Erdenland. Gedichte, K. Ernst, Neftenbach 1929;
- Und i freu mi ...! Weihnachtsbüchlein, H. Albrecht, Wallisellen-Zürich 1934;
- Christus und die Jugend. Sprechchorisches Spiel, Blaukreuz-Verlag, Bern 1936;
- Weihnachtsgeschichten, EVZ-Verlag, Zürich 1965;
- Die Weihnachtsuhr: Weihnachtsgeschichten aus d. Waldtal, EVZ-Verlag, Zürich 1966